# 117. Infanterie-Division (Deutsches Kaiserreich)

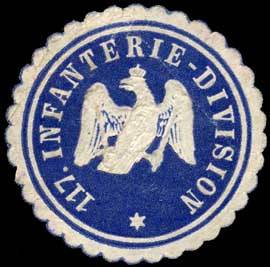
Siegelmarke 117. Infanterie-Division

Die 117. Infanterie-Division war ein Großverband der Preußischen Armee im Ersten Weltkrieg.

## Geschichte
Die Division wurde im April 1915 in der Nähe von Liart zusammengestellt und zunächst an der Westfront eingesetzt. Mitte August 1916 wurde der Großverband an die rumänische Front verlegt. Anfang Oktober 1917 kam die Division an die Isonzo-Front und von dort im März 1918 nach Lothringen. Nach Kriegsende marschierte der Verband in die Heimat zurück, wurde dort demobilisiert und im April 1919 schließlich aufgelöst.

### Gefechtskalender

#### 1915
- 02. bis 13. April – Reserve der OHL
- 17. April bis 7. Mai – Stellungskämpfe in der Champagne
- 09. Mai bis 23. Juli – Schlacht bei La Bassée und Arras
- 24. Juli bis 24. September – Stellungskämpfe in Flandern und Artois
- 25. September bis 13. Oktober – Herbstschlacht bei La Bassée und Arras
- ab 14. Oktober – Stellungskämpfe in Flandern und Artois

#### 1916
- bis 28. Februar – Stellungskämpfe in Flandern und Artois
- 28. Februar bis 15. Juli – Stellungskämpfe an der Yser
- 19. Juli bis 10. August – Schlacht an der Somme
- 10. bis 17. August – Reserve der 1. Armee
- 17. bis 22. August – Transport nach dem Osten
- 22. bis 31. August – Kämpfe auf dem Tatarenpass und im Ludowa-Gebiet
- 01. bis 29. September – Schlacht in den Karpathen
- ab 1. Oktober – Stellungskämpfe in den Waldkarpathen

#### 1917
- bis 30. Juli – Stellungskämpfe in den Waldkarpathen
- 30. Juli bis 1. August – Abwehr der russisch-rumänischen Offensive im Soveja-Becken (Teile der Division)
- 06. bis 7. August – Stellungskämpfe in den siebenbürgischen Grenzkarpathen
- 08. bis 26. August – Kämpfe um die Gebirgsausgänge in die westliche Moldau
- 27. August bis 30. September – Stellungskämpfe in den siebenbürgisch-rumänischen Grenzkarpathen
- 01. bis 3. Oktober – Transport aus Rumänien nach Oberitalien
- 03. bis 23. Oktober – Aufmarsch hinter der Isonzofront und Stellungskämpfe am Isonzo
- 24. bis 27. Oktober – Durchbruch durch die Julischen Alpen
- 28. Oktober bis 3. November – Schlacht bei Udine
- 04. bis 11. November – Verfolgung vom Tagliamento bis zur Piave
- 06. bis 7. November – Kämpfe um die Livenza-Übergänge
- ab 12. November – Stellungskämpfe an der unteren Piave

#### 1918
- bis 6. Februar – Stellungskämpfe an der unteren Piave
- 06. Februar bis 1. März – Ausbildungszeit hinter der k.u.k. Südwestfront in Friaul und Venezien
- 01. bis 19. März – Transport aus Oberitalien nach Lothringen
- 19. März bis 2. April – Reserve der OHL bei der 19. Armee
- 09. bis 14. April – Schlacht bei Armentières
- 15. bis 29. April – Schlacht um den Kemmel
- 30. April bis 1. August – Stellungskrieg in Flandern
- 02. bis 7. August – Kämpfe an der Ancre, Somme und Avre
- 08. bis 9. August – Tankschlacht zwischen Ancre und Avre
- 08. bis 20. August – Abwehrschlacht zwischen Somme und Avre
- 22. August bis 2. September – Schlacht Albert-Péronne
- 02. bis 12. September – Stellungskämpfe in den Argonnen
- 12. bis 25. September – Stellungskämpfe vor Verdun
- 26. September bis 11. November – Abwehrschlacht in der Champagne und an der Maas
- ab 12. November – Räumung des besetzten Gebietes und Marsch in die Heimat nach Gleiwitz

#### 1919/20
- Umbenennung in Reichswehr-Brigade 32. Bis Februar 1920 Einsatz als Grenzschutztruppe gegen polnische Aufständische in Oberschlesien.

## Gliederung

### Kriegsgliederung vom 3. April 1915
- 233. Infanterie-Brigade
  - Reserve-Infanterie-Regiment Nr. 11
  - Reserve-Infanterie-Regiment Nr. 12
  - 4. Schlesisches Infanterie-Regiment Nr. 157
  - 1. und 2. Eskadron/Kürassier-Regiment „Graf Gessler“ (Rheinisches) Nr. 8
  - Feldartillerie-Regiment Nr. 233
  - Pionier-Kompanie Nr. 233

### Kriegsgliederung vom 28. März 1918
- 233. Infanterie-Brigade
  - Reserve-Infanterie-Regiment Nr. 11
  - Reserve-Infanterie-Regiment Nr. 22
  - 4. Schlesisches Infanterie-Regiment Nr. 157
  - 1. Eskadron/Kürassier-Regiment „Graf Gessler“ (Rheinisches) Nr. 8
- Artillerie-Kommandeur Nr. 107
  - Feldartillerie-Regiment Nr. 233
  - Fußartillerie-Bataillon Nr. 88
- Pionier-Bataillon Nr. 117
- Divisions-Nachrichten-Kommandeur Nr. 117

## Kommandeure
| Dienstgrad                  | Name                      | Datum                                 |
| --------------------------- | ------------------------- | ------------------------------------- |
| General der Infanterie z.D. | Ernst Kuntze              | 06. April 1915 bis 26. August 1916    |
| Generalmajor                | Paul Seydel               | 27. August 1916 bis 24. November 1917 |
| Generalmajor                | Paul von Drabich-Waechter | 25. November 1917 bis 12. April 1918  |
| Generalmajor                | Karl Hoefer               | 13. April 1918 bis 30. April 1919     |